# 丹·艾瑞里
丹·艾瑞里（英語：Dan Ariely，1968年4月29日—）是一位擁有猶太人血統的美國心理學及行為經濟學教授。他任教於杜克大學進階後知之明中心（Center for Advanced Hindsight）。

## 生平
丹·艾瑞里出生於正值其父攻讀美國哥倫比亞大學工商管理碩士之時，而於以色列拉馬干拉馬特沙龍為撫養長大。其母是一名緩刑犯觀護員（英語: parole officer）。高中時，他積極參加以色列工作學習青年聯盟（英語:Histadrut HaNoar HaOved VeHaLomed，希伯來語:הסתדרות הנוער העובד והלומד）的活動，而在有次活動時，因鎂信號彈意外爆炸，導致他全身超過7成被燒傷。
艾瑞里起初在特拉維夫大學主修物理和數學，但是隨後因為生理上的寫作困難，他轉修心理學與哲學。然而，在學業最後一年，他放棄哲學而專攻心理學，並獲得心理學學士學位。他之後還取得了北卡羅來納大學教堂山分校的認知心理學的碩士與博士學位，以及杜克大學的管理博士學位。
在取得了博士學位後，他在1998年至2008年期間任教於麻省理工學院，之後來到了杜克大學成為了其校心理學與行為經濟學的詹姆士·杜克教授（一種用來授與帶有卓越成就教授的頭銜，專屬於杜克大學的版本）。

## 著作
艾瑞里在發表學術論文之餘，還出版了兩本暢銷書——《怪誕行為學》及《怪诞行为学2：非理性的积极力量》，兩本皆名列為《紐約時報》的暢銷書目。

## 家庭
艾瑞里已婚並育有二子。